# Luzian Engelhardt
Luzian Engelhardt ist eine Comicserie der deutschen Künstler Dirk Seliger (Text und Szenario) und Jan Suski (Zeichnungen und Kolorierung). Sie besteht aus in sich abgeschlossenen Alben, die dennoch lose zusammenhängen und aufeinander aufbauen. Bisher erschienen seit 2011 neun Alben. Das schwarzhumorige Werk bedient sich bei der Mythologie, Religion und Kulturgeschichte der ganzen Welt.

## Entstehung und Veröffentlichung
Nach eigenen Angaben von Seliger und Suski war „Luzian Engelhardt“ ursprünglich als „Funny-Onepager-Serie mit loser Fortsetzung für eine Zeitschrift“ entwickelt worden. Eine Durchschnittsfigur sollte Probleme des alltäglichen Lebens meistern. Was Seliger/Suski lieferten, entsprach wohl nicht den Vorstellungen der Verantwortlichen, denn die Zeitschrift zog sich von dem Projekt zurück. Daraufhin suchten sich die beiden Künstler einen interessierten Verleger und wurden schließlich vom Epsilon Verlag unter Vertrag genommen. Ihr Debüt-Album „Luzian Engelhardt 1 – Teuflisch gut drauf“ erschien im Jahre 2011. Bereits ein Jahr später folgte das zweite Album, und 2013 brachten es Seliger/Suski gar auf ganze zwei veröffentlichte Alben von „Luzian Engelhardt“. Zum Internationalen Comic-Salon Erlangen 2014 lag Album 5 vor. 2015 erschien das sechste Album, 2016 das siebente und 2017 das achte Album. Letzteres wurde jedoch nicht mehr bei Epsilon publiziert, sondern beim Verlag Kult Comics. 2021 erschien Album 9 bei Kult Comics. 
Beide Künstler gehen hauptberuflich noch einer anderen Tätigkeit nach und kommunizieren meist nur mittels E-Mail und Telefon. Seliger entwirft die Handlung, verfasst die Texte und fertigt grobe Seitenaufrisse an, die er Suski einscannt und zuschickt. Danach erfolgt die Feinabsprache via Telefon. Anschließend zeichnet Suski die Seiten fertig, koloriert und lettert sie.
Mit dem Erscheinen von Album 2 erfuhren einige Seiten des Werkes einen separaten Abdruck im Magazin Comix. Ein Teil des 4. Albums erschien nach Veröffentlichung in demselben Magazin. Das 2. Album wurde noch ein weiteres Mal veröffentlicht, und zwar in einem kleineren Heftformat als ein Beitrag des Epsilon Verlages zum Gratis-Comic-Tag 2014.
Neben den Alben gibt es bislang noch drei veröffentlichte Kurzgeschichten von Luzian Engelhardt. Alle drei entstanden für ein Independent-Comic-Projekt des Comicstammtischs Leipzig. Dabei handelt es sich um eine Anthologie-Reihe mit dem Titel Comix & Beer.

## Inhalt
Da ihm die diabolischen Ideen ausgegangen sind, unternimmt der Teufel eine Fortbildungsreise auf die Erde. Während der Erzengel Gabriel nun vertretungsweise dessen Arbeit übernehmen muss, versucht der Teufel unter seinem menschlichen Alias Luzian Engelhardt, sich eine bürgerliche Existenz aufzubauen. Nach Wohnungs- und Jobsuche arbeitet er schließlich als LKW-Fahrer. Damit er nicht alleine unterwegs sein muss, hat er sich einen ständigen Begleiter in Form eines höllischen Darmwindes namens Flatus zugelegt. Als Luzian Engelhardt seinem Adlatus zeigen will, wie er dereinst die Demokratie erfand, landen die beiden aus Versehen in prähistorischer Zeit und sorgen quasi im Vorübergehen dafür, dass die Dinosaurier aussterben. Endlich im antiken Griechenland angekommen, bringt der Teufel die dortige Mythologie gehörig durcheinander, nur um zu erkennen, dass es einen geheimen Ausgang aus seiner Hölle gibt. Diesen gilt es nun für immer zu verschließen. 
Der Teufel und sein Furz wollen wieder in die Gegenwart zurückkehren, gelangen aber stattdessen in den Wilden Westen. Während Luzian Engelhardt nun im Folgenden den Westen erst so richtig wild macht, versucht ein Vertreter der indianischen Mythologie, seinen Masterplan zur Verhinderung der finalen Christianisierung umzusetzen. Schon kollidieren die Interessen des Teufels mit denen des Indianergottes. Anstatt nun endlich ins Jetzt und Heute zurückzufinden, werden Luzian Engelhardt und Flatus in einen Bannkreis des Doktor Faust expediert. Der Magister schließt mit dem Teufel einen Pakt, der ihm die Unsterblichkeit sichern soll. Daraufhin begeben sich Faust und Luzian Engelhardt im Europa der Frühen Neuzeit auf die Suche nach den Ingredienzien des dazu benötigten Lebenselixiers. 
Endlich doch zurück in der Gegenwart, versucht Luzian Engelhardt, seine so jäh unterbrochene bürgerliche Existenz zu reanimieren. Er besorgt sich einen neuen Job und arbeitet sich in Akkordzeit vom Totengräber zum Millionär hoch. Aber kaum auf dem für jedermann so erstrebenswerten Gipfel menschlicher Existenz angelangt, beginnt sich der Teufel zu langweilen. So sieht er es fast als Glücksfall an, als plötzlich die Erzengel Michael und Raphael auftauchen, um ihn wieder zurück zur Hölle zu schicken. 
Doch die nächste Zeitreise des Gottseibeiuns lässt nicht lange auf sich warten. Als Luzian Engelhardt feststellt, dass es den von ihm so geschätzten Sherlock Holmes nicht mehr gibt, macht er sich auf ins viktorianische England, um zu ergründen, weshalb Arthur Conan Doyle seinen größten literarischen Wurf niemals ausführte, und um die Geschichte des bekanntesten Detektivs aller Zeiten wieder in die rechte Spur zu bringen. Kurz danach wird Luzian Engelhardt, der nun in London unter dem Pseudonym Hemlock Jones eine Privatdetektei führt, engagiert, den Ursprung von plötzlich lebendig gewordenen Mumien im Britischen Museum zu ergründen. Die Ermittlungen führen den Teufel und seine Begleiter ins Ägypten der Amarna-Zeit, wo sich neben ägyptischen Gottheiten unerwarteterweise auch griechische und babylonische ein Stelldichein geben. Luzians Gegenspieler hierbei ist der mesopotamische Gott Nergal. 
An Erholung im Seebad Brighton nach diesem kräftezehrenden Fall ist jedoch nicht zu denken, denn im Londoner East End treibt ein Serienmörder namens Jack the Ripper sein Unwesen. Gleichzeitig versuchen die sogenannten Großen Alten, unsere Welt zu erobern. Das kann Luzian Engelhardt alias Hemlock Jones natürlich schwerlich zulassen, denn die Erde ist allein sein Spielplatz. Als der Leibhaftige feststellt, dass eigentlich der Erzengel Gabriel an allem schuld ist, scheint es für eine Rettung der Welt fast zu spät zu sein. 
Wenig später wird der neue Liebhaber von Luzians Begleiterin Maria, ein gewisser H. G. Wells, samt einer von ihm erfundenen Zeitmaschine von Aliens ins All und in die Zukunft entführt. Die Außerirdischen planen mittels gestohlener Zukunftstechnologie, den Urknall zu ihren Gunsten zu manipulieren. Tatsächlich sorgen sie in ihrer Dummheit und Selbstüberschätzung dafür, dass der Urknall ausbleibt. Aber Luzian Engelhardt, der nunmehr unter dem Sternenflotten-Pseudonym Commander Pan agiert, hat zum Glück ja auch noch ein Wörtchen mitzureden, wenn es um seine Lieblingsspielwiese geht. 
In den Alben 1 bis 5 werden, parallel zu den Abenteuern des Teufels auf der Erde, die Erlebnisse des Erzengels Gabriel in der Hölle erzählt. Allerdings ist des Stellvertreters ganzes Sein und Streben nur darauf ausgerichtet, die Hölle schnellstmöglich wieder zu verlassen. Die Alben 6 und 7 verzichten auf einen Auftritt des Erzengels. Erst in Album 8 wird die Geschichte Gabriels wieder aufgenommen, nun allerdings wesentlich ausführlicher als bisher. Album 9 kommt wieder ohne den Erzengel aus. 
Seit dem 3. Album befindet sich vor dem Innentitel eine dem Inhalt des jeweiligen Werkes in Form, Ausstattung und Anliegen angepasste Einleitung mit einer kurzen Zusammenfassung des Geschehens der vorhergehenden Alben. 
Die gesamte Comicserie ist gespickt mit mehr oder weniger versteckten Anspielungen und Seitenhieben auf alle möglichen Erscheinungen der modernen Popkultur. Es gibt Cameos von Figuren aus dem Mosaik und dem frankobelgischen Comic-Kosmos, Hommagen an beliebte Personen aus der Medienwelt, Zitate aus Literatur und Film und weiteres. Auch die Gesellschaftskritik kommt vor und wird oft recht anarchisch in Szene gesetzt. Wiederkehrende Motive hierbei sind Kirchendoktrinen, das Gebaren unmenschlicher Machthaber und der Islamismus. 

### Figurenensemble
Hauptfiguren
- Luzian Engelhardt, der Teufel, hat im Zuge einer Weiterbildungsmaßnahme die Hölle verlassen und sucht neugierig die Erde heim.
- Flatus, des Teufels Begleiter, ist ein vielseitig einsetzbarer Höllenfurz mit metamorphen Fähigkeiten und nur für Eingeweihte sichtbar.
- Erzengel Gabriel mimt die Vertretung des Teufels in der Hölle, solange dieser unter den Menschen weilt.
- Ex-Jungfrau Maria wurde zunächst dazu auserkoren, den Erzengel in seinem neuen und ungewohnten Tätigkeitsfeld mit Rat und Tat zur Seite zu stehen. Später begleitet sie den Teufel auf seinem Erdentrip.

Nebenfiguren
- Der Tod begegnet dem umtriebigen Teufel allerorten und wird von diesem auch stets als solcher erkannt, obwohl er unter den verschiedensten Pseudonymen wie „Friedwart Schneider“, „Fred Cutter“, „Freund Hein“ oder einfach nur „Gevatter“ auftritt und immer irgendein feucht-fröhliches Etablissement betreibt.
- Der Höllenhund Sado wurde von Luzian Engelhardt zum „Schutz“ des Erzengels Gabriel abgestellt.
- Die unsterblichen Gorgonen-Schwestern Stheno und Euryale werden vom Schicksal im Laufe der Ewigkeit häufiger in die Nähe des Teufels gespült.

Weitere
Neben den wiederkehrenden Haupt- und Nebenfiguren kommt auch eine Vielzahl von Figuren und Personen aus Mythologie, Religion, Geschichte und Literatur vor, von denen einige bereits sogar mehrere kurze Auftritte hatten: 
- abendländische Mythologie: Sandmann, Drache, Einhorn, Elfen, Nixen, Hexen, Nornen, Gargylen, Vampire;
- afrikanische Mythologie: Elegba, Baka, Zombies;
- ägyptische Mythologie: Osiris, Sobek, Bastet, Anubis, Thot, Hathor, Ammit, Sphinx;
- babylonische Mythologie: Nergal, Ereschkigal, Lamassu;
- griechische Mythologie: Pan, Gorgonen, Harpyien, Orpheus und Eurydike, Sisyphos, Achilles, Daidalos, Orakel von Delphi, Perseus, Andromeda, Seeungeheuer, Atlas, Zeus, Europa, Kronos, Kirke (Circe);
- indianische Mythologie: Großer Geist, Manitu, Kokopelli, Mondamin, Donnervogel;
- Mythologie der Osterinsel: Moai;
- christliche Religion: Erzengel Michael, Erzengel Raphael, die apokalyptischen Reiter, Jesus, Moses, Goliath, Judas;
- Geschichte: Ramses, Ptolemäos, Martin Luther, Papst Leo X, Faust, Johann Wolfgang von Goethe, Friedrich von Schiller, Adolf Hitler, Benito Mussolini, Sigmund Freud, Arthur Conan Doyle, Joseph Bell, Echnaton, Nofretete, Queen Victoria, Jack the Ripper;
- Literatur: Sherlock Holmes, Dr. Watson, Pater Brown, Miss Marple, der Unsichtbare, der Zauberlehrling, Cthulhu-Mythos (Große Alte).

### Erzählstruktur
Während die Handlung des ersten Albums wegen ihrer Entstehungsgeschichte noch mit einem kaum vorhandenen roten Faden kreuz und quer von Einseiter zu Einseiter und damit von Gag zu Gag springt, kristallisiert sich ab Album 2 eine festere Struktur heraus. Was mit einem alternierenden Wechsel der Handlungsebenen zwischen den Erlebnissen des Teufels auf Erden auf der einen und den Geschehnissen um den Erzengel Gabriel in der Hölle auf der anderen Seite beginnt, manifestiert sich ab Album 3 in der Etablierung einer Rahmenhandlung, in welcher, bis Album 5, die Gabriel-Handlung die jeweilige Luzian-Handlung eröffnet bzw. beschließt. In Album 4, 5 und 6 kommt es sogar zu einer doppelten Rahmung. Stets sind hierbei Rahmen- und Binnenhandlung miteinander verwoben. Die Alben 1 und 5 bilden zudem einen Rahmen für die ersten fünf Alben und klassifizieren sie als erzählerische Einheit. Mit Album 6 wird ein neues Kapitel der Geschichte aufgeschlagen, welches zunächst auf eine weitere Gabriel-Handlung verzichtet. In Album 8 werden dann gewissermaßen die Rollen getauscht. Hier stellt die Luzian-Handlung den Rahmen zu einer erweiterten Gabriel-Handlung dar. 

### Running Gags
- In einer Sequenz von stets drei Panels sitzen verschiedene Protagonisten Trübsal blasend herum und beklagen sich über die vorherrschende Ödnis, bis sie plötzlich lautstark und unerwartet mittels infernalischer Fanfaren- oder Klopfgeräusche ins Geschehen zurückgeholt werden.
- Allerorten trifft Luzian Engelhardt auf von ihm selbst entwickelte Taschenmonster, die dereinst aus der Hölle geflohen waren und in Freiheit zu gigantischer Größe anwuchsen. Hier und da spürt der Teufel zudem vorzeiten von ihm auf der Erde zurückgelassene Höllenhunde auf, die mittlerweile wie die Taschenmonster auch einen festen Platz in Mythologie oder Legende der Menschheit gefunden haben.
- Der Tod führt in jeder Zeitepoche eine spelunkenartige Bar und verwendet als Namen für sich passende Pseudonyme. Der Baum des Todes kennzeichnet jedes Mal die Etablissements des Gevatters.
- Egal, was auch immer der Erzengel Gabriel unternimmt, um aus der Hölle zu entkommen, es gelingt ihm nicht nur nicht, sondern es fällt auch negativ auf ihn zurück.
- Flatus spricht in Worten mit einem „F“ am Ende den besagten Konsonanten entsprechend einer entweichenden Flatulenz aus, wie z. B. bei „Chefff“.
- Ab Album 6 kommt es zu permanent auftretenden Streitigkeiten zwischen Maria und Flatus, bei denen verbal die Fetzen fliegen.

## Rezeption
- Bernd Glasstetter bekennt in seiner „Comic-Besprechung – Luzian Engelhardt“ zum Gratis-Comic-Tag 2014, dass „Autor Dirk Seliger und Zeichner Jan Suski […] mit dieser teuflischen Geschichte etwas geschaffen [haben], das Seinesgleichen sucht. Es gibt keine Vorbilder, auf denen der Comic basieren würde. Es gibt keine Respektlosigkeit, vor der dieser Comic zurückschrecken würde.“ Weiterhin hebt er hervor: „Die Zeichnungen sind herrlich verschroben und passen wie die Faust aufs Auge zu der Geschichte. […] Luzian Engelhardt ist jedenfalls insgesamt ein gutes Beispiel, wie aus Deutschland ein komplett eigenes Werk entstehen und weiter wachsen kann.“[1]
- Michael Hüster kennzeichnet in einer Rezension den Comic als „…bissig, mit anarchischem Humor in Text und Bild und weit entfernt von den gängigen Konventionen …“.[11]

## Alben-Veröffentlichung
- 2011: Luzian Engelhardt 1: Teuflisch gut drauf, Epsilon Verlag, Nordhastedt, ISBN 978-3-86693-157-2
- 2012: Luzian Engelhardt 2: Auf Teufel komm raus, Epsilon Verlag, Nordhastedt, ISBN 978-3-86693-214-2
- 2013: Luzian Engelhardt 3: Vom Teufel geritten, Epsilon Verlag, Nordhastedt, ISBN 978-3-86693-221-0
- 2013: Luzian Engelhardt 4: Hol’s der Teufel, Epsilon Verlag, Nordhastedt, ISBN 978-3-86693-225-8
- 2014: Luzian Engelhardt 5: Pfui Teufel, Epsilon Verlag, Nordhastedt, ISBN 978-3-86693-229-6
- 2015: Luzian Engelhardt 6: Mit dem Teufel im Bund, Epsilon Verlag, Nordhastedt, ISBN 978-3-86693-232-6
- 2016: Luzian Engelhardt 7: Den Teufel im Leib, Epsilon Verlag, Nordhastedt, ISBN 978-3-86693-245-6
- 2017: Luzian Engelhardt 8: Vom Teufel besessen, KultComics, Leipzig, ISBN 978-3-946722-24-3
- 2021: Luzian Engelhardt 9: Teufel noch eins, KultComics, Leipzig, ISBN 978-3-96430-141-3

## Besonderheiten
- Das 7. Album der Comicserie aus dem Jahr 2016 ist Jürgen Günther gewidmet.
- Vom 8. Album gibt es neben der normalen auch noch eine Vorzugs- und eine Clubausgabe mit unterschiedlicher Limitierung und diversem Bonusmaterial.[12]